# Phoradendron lentii
Phoradendron lentii är en sandelträdsväxtart som beskrevs av J. Kuijt. Phoradendron lentii ingår i släktet Phoradendron och familjen sandelträdsväxter. Inga underarter finns listade i Catalogue of Life.